# Antiochia (città moderna)

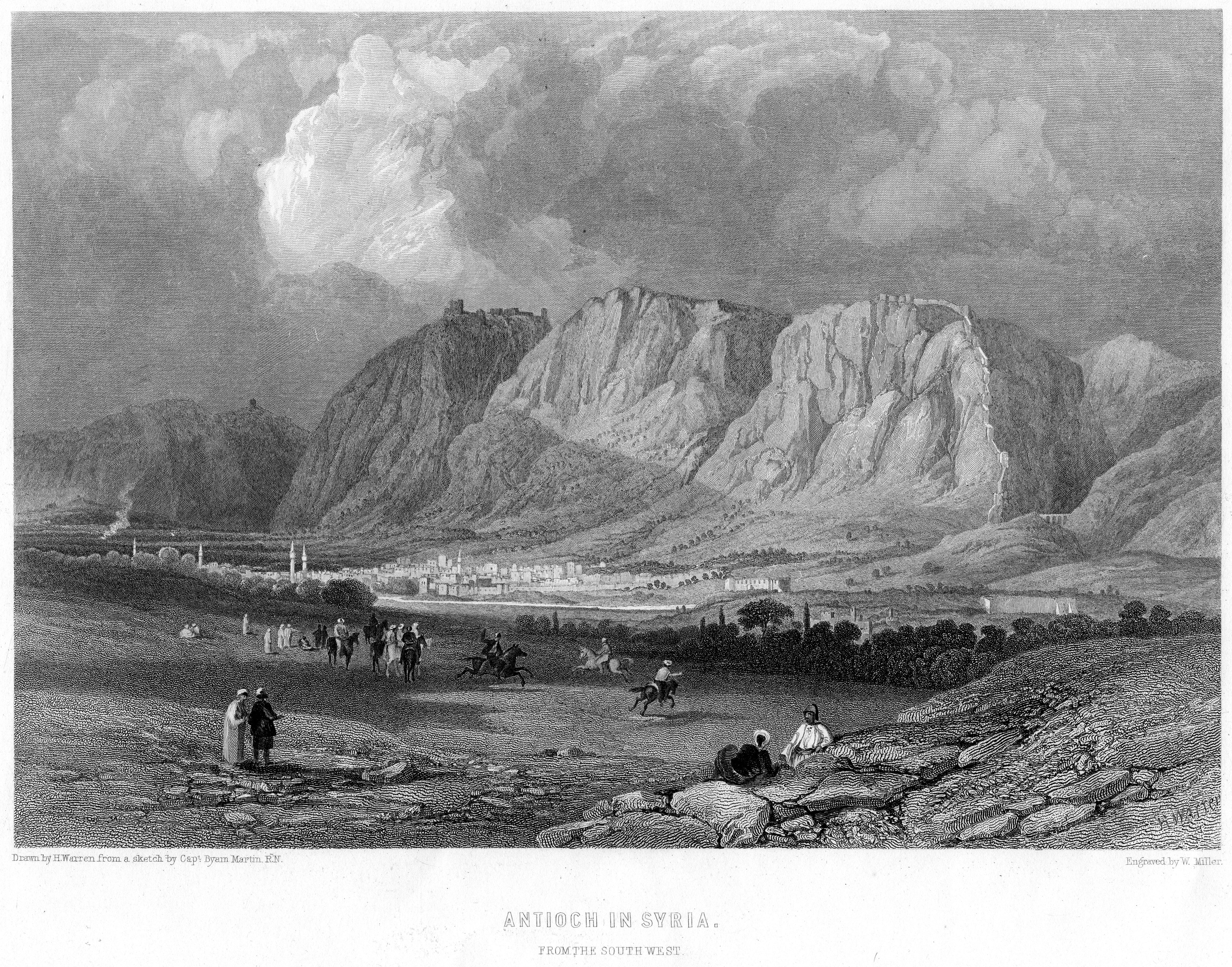
Antiochia di Siria in una stampa del 1866

Antiochia (AFI: /antiˈɔkja/; anticamente anche Antioccia o Antiocia; in turco Antakya; in greco antico: Ἀντιόχεια?, Antiócheia; in arabo أنطاكية‎?, ʾAnṭākiya, anticamente Antiochia di Siria) è una città della Turchia, sulle rive del fiume Oronte, poco lontana dalla sua foce nella parte nord-orientale del Mar Mediterraneo e poco distante dalla frontiera con l'odierna Siria. È il capoluogo della provincia di Hatay.
Fu una delle più grandi metropoli del mondo antico, a partire almeno dall'epoca ellenistica, e lo fu per molti secoli ancora, rappresentando uno dei principali centri commerciali e culturali del tempo. Distrutta dal terremoto del 526 e quindi conquistata prima dai Persiani (battaglia di Antiochia) e poi dagli Arabi (battaglia del ponte di ferro), subì da allora un lento declino, che ridimensionò notevolmente la sua importanza. Oggi conta circa 300 000 abitanti.

## Geografia
Antiochia è situata sulle rive dell'Oronte, a circa 22 km dalla costa turca del Mar Mediterraneo. Sorge sulla faglia del Mar Morto, in un'area fortemente sismica, in una valle circondata dai Monti Nur a nord e dal Monte Keldağ a sud, con il limite orientale costituito dal Monte Habib-i Neccar. La piana di Amuq a nord-est della città è una zona fertile bagnata dai fiumi Oronte, Karasu e Afrin.

## Clima
La città ha clima mediterraneo con estati calde e secche ed inverni miti e umidi, anche se, essendo situata ad altitudine più alta, ha in media temperature leggermente più basse rispetto alla costa.

## Storia

### Greci e Romani
Fu fondata all'incirca nel 300 a.C. da Seleuco I Nicatore, uno dei generali di Alessandro Magno (anche chiamati diàdochi, e cioè pretendenti che, dopo la morte di Alessandro Magno, si contesero il Regno Macedone in guerre e battaglie durate circa 40 anni) e per più di due secoli fu la capitale del Regno dei Seleucidi. Seleuco gli diede questo nome in onore del proprio padre Antioco.
Nel 64 a.C. Pompeo conquistò la regione e costituì la provincia romana della Siria; di essa Antiochia divenne la capitale.
La città dal 47 al 55 circa vide le prime predicazioni cristiane dell'apostolo Paolo di Tarso. Dei luoghi della predicazione di Pietro e Paolo è rimasta la grotta che, secondo la tradizione, li vedeva radunarsi per la celebrazione dell'eucaristia. Con la diffusione del Cristianesimo, iniziata da Barnaba, Antiochia divenne la sede di uno dei quattro patriarcati iniziali, insieme a Costantinopoli, Alessandria e Roma. Come città dell'Impero romano essa prosperò fino al V secolo e vide crescere la sua popolazione fino a circa 500 000 abitanti.
La metropoli, abbellita da monumenti e templi, si arricchì di marmi pregiati e, fin dal I secolo, fu annoverata fra le città più prospere e importanti dell'Impero e la terza per popolazione, dopo Roma e Alessandria. Numerosi furono gli imperatori che vi eressero varie opere, a cominciare da Caligola, che ricostruì ed ingrandì il foro, fino ad Aureliano che, tornato dalla guerra contro la regina Zenobia di Palmira, altra ricchissima città, aveva sostato in città ed aveva deciso di abbellirla.
Morì ad Antiochia colpito da una malattia l'imperatore Marco Ulpio Traiano nell'anno 117, tornato dalla campagna militare che lo vide impegnato nella conquista della Mesopotamia. Nel corso del III secolo, la città fu assediata ed occupata in due differenti circostanze dalle forze sasanidi di Sapore I, nel 252-253 e nel 260.
Vi si combatté nei pressi la battaglia di Immae, fra le truppe romane dell'imperatore Aureliano contro le truppe palmirene della regina Zenobia e del generale Zabdas.
In età romana nacquero ad Antiochia (IV secolo) il rètore Libanio e il massimo storico latino della tarda antichità, Ammiano Marcellino.
La città fu provata da gravi incendi e terremoti, come quello del 526, che causò la morte di 250 000 persone.

### Tra Bisanzio, la Persia e gli Arabi
Nel 540 fu occupata per breve tempo dai Persiani sasanidi e quindi ripresa dai Bizantini. Nel 636 venne conquistata dal califfato arabo degli Omayyadi, e divenne una città araba, ma decadde d'importanza.
Riconquistata dall'imperatore bizantino Niceforo II Foca nel 969, divenne un baluardo fortificato contro gli attacchi dei Turchi Selgiuchidi.

### Dominazione turca
I Turchi però riuscirono ad occuparla nel 1085. Nel 1098 fu presa dai crociati nel corso della prima crociata, strappandola a Yaghisiyan e divenne un Principato normanno sotto Boemondo di Taranto e sede del Gran Priorato dell'Ordine di San Giorgio d'Antiochia e delle crociate. Il principato d'Antiochia divenne nel corso del XII secolo uno Stato vassallo dell'Impero bizantino.
Nel 1268 fu catturata da Baybars, sultano dei Mamelucchi, che la rovinò a tal punto che non riuscì più ad essere una grande città, tanto che il suo ruolo regionale venne assunto dalla vicina città portuale di Alessandretta.
Nel 1517 fu conquistata dai Turchi ottomani e divenne parte dell'Impero ottomano fino alla fine della prima guerra mondiale. Sebbene appartenesse geograficamente allo Stato di Siria, fu ceduta alla Turchia nel 1939, durante il mandato francese, senza che la Siria indipendente ne abbia mai riconosciuto la cessione.

### Età contemporanea
Il 6 febbraio 2023, Antiochia ha subito gravi danni a seguito di un grande terremoto. Molte parti della città furono completamente distrutte. Il 7 febbraio la BBC ha riferito che almeno 1.200 edifici nel centro della città e nei quartieri di Kırıkhan e İskenderun sono stati rasi al suolo. I funzionari hanno detto che "quasi tutte" le case nel distretto di Cebrail sono crollate. Molti siti storici, tra cui chiese e moschee, sono stati distrutti, La Chiesa di San Paolo è uno di questi. Anche la storica Sinagoga di Antiochia e l'Hatay State Assembly Building furono distrutti.
In seguito, il presidente Recep Tayyip Erdogan ha promesso un’immediata ricostruzione delle zone colpite. Durante una visita alla città nel settembre 2023, il New York Times ha riferito che erano ancora in corso di demolizione pesanti edifici e che non erano stati osservati lavori di ricostruzione su larga scala. Molti edifici danneggiati sono rimasti in piedi ma abbandonati mentre i sopravvissuti continuano a vivere in tende. Il sindaco di Antiochia, Lutfu Savas, ha detto che solo la metà dei circa 38 000 edifici registrati per essere smantellati è stata completata. A Gülderen erano in corso lavori per costruire 2 300 unità abitative in 122 isolati.

## La Grotta di San Pietro (Cefa)
A pochi chilometri da Antiochia, si trova la Grotta di san Pietro (chiamato da Gesù con Cefa, Roccia), che dal XIX secolo è custodita dai frati cappuccini. Infatti, i sacerdoti cattolici tornarono in questo luogo nel 1846, per iniziativa del padre cappuccino Basilio da Novara, che fu ucciso cinque anni dopo sull'altare al termine della consacrazione eucaristica. Qui secondo gli "atti degli apostoli" fu coniato per la prima volta il termine "cristiani".
Il 29 giugno, giorno dei santi Pietro e Paolo, la Chiesa Antiochena, sia greco-ortodossa che cattolica, celebra unitamente e in modo solenne la loro memoria in quella che fu la Grotta degli Apostoli.
Al 2019, esistono tre autorità episcopali cattoliche, legate a tre diverse chiese cattoliche orientali, che portano il titolo di "Patriarca di Antiochia": il patriarca maronita Béchara Boutros Raï, il patriarca siro-cattolico Ignace Youssif III Younan e il patriarca greco-cattolico melchita Gregorio III Laham. La sede è vacante, essendo i chierici stabiliti in altre sedi episcopali: la sede dei primi due è in Libano, mentre il patriarcato greco-melchita è basato a Damasco. Solamente mons. Bechara Rai è riconosciuto come cardinale e vota in Conclave. A queste tre autorità legate alla Chiesa cattolica se ne devono aggiungere altre due che invece appartengono ad altre confessioni cristiane: il patriarca della Chiesa ortodossa siriaca (una delle chiese ortodosse orientali) Ignazio Afram II Karim e il patriarca greco-ortodosso (parte della chiesa ortodossa) Giovanni X Yazigi: entrambi questi patriarcati hanno la sede attuale a Damasco.

## Sport
La principale società sportiva cittadina è l'Hatayspor.

## Attrazioni principali

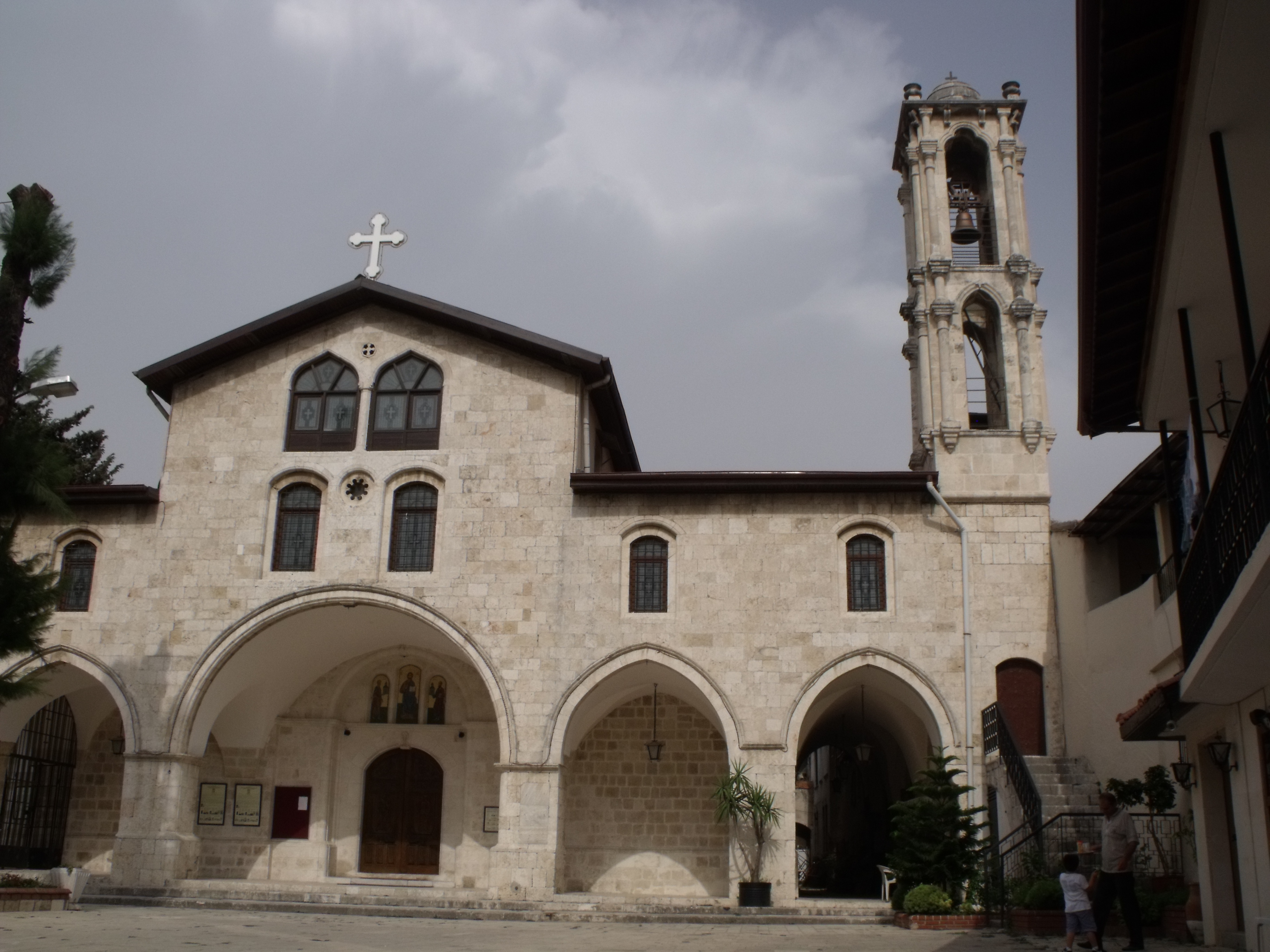
La chiesa ortodossa di San Paolo.

La lunga e ricca storia di Antiochia ci ha lasciato molti siti architettonici di interesse. C'è molto da vedere per i turisti, anche se molti edifici sono andati persi nella rapida crescita e riqualificazione della città negli ultimi decenni.
- Il Museo Archeologico di Hatay ha la seconda più grande collezione di mosaici romani al mondo.
- La Chiesa di San Pietro scavata nella roccia, con la sua rete di rifugi e cunicoli scavati nella roccia, luogo di pellegrinaggio cristiano. Ci sono anche tombe scavate nella roccia in vari punti lungo la valle dell'Oronte.
- Quartiere del mercato vecchio: offre molti negozi tradizionali. È esattamente nel centro della città, ci si trova qui quando si vede il cartello Uzun Çarşı Caddesi.
- Il cinema Gündüz nel centro della città era un tempo utilizzato come edificio del parlamento della Repubblica di Hatay.
- Le cascate sul lungofiume a Harbiye (in greco antico: Dàphne, Δάφνη).
- La moschea ottomana Habib'i Neccar, la più antica moschea di Antiochia e una delle più antiche dell'Anatolia.
- Il labirinto di strade strette e vecchie case di Antiochia. Questo quartiere infatti è il centro storico.
- La galleria Vespasiano Tito di Samandağ, della lunghezza di circa 35 km, lontano dal centro.
- Le grotte e i sepolcri di Beşikli (l'antica città di Seleucia di Pieria).
- Il Monastero di San Simone.
- Il castello di Bagras (Bakras), che fu costruito nell'antichità e restaurato molte volte nei secoli successivi (in particolare durante le Crociate, quando era una roccaforte dei Cavalieri Templari), servì come torre di guardia sulla strada di montagna di 27 km che collega İskenderun (Alessandretta) ad Antiochia.
- La vista panoramica della città dalle alture del monte Habib-i Neccar.
- La chiesa ortodossa di San Paolo.

Con il suo ricco patrimonio architettonico, Antiochia è membro dell'Associazione europea delle città e delle regioni storiche con sede a Norwich. Il ponte romano (datato all'epoca di Diocleziano) fu distrutto nel 1972 durante l'allargamento e la canalizzazione dell'Oronte.

## Riferimenti letterari
Una stella su Antiochia è un romanzo storico scritto da Taylor Caldwell.